# مسیح سیغانی
مسیح سیغانی(متولد ۲۲ سپتامبر ۱۹۸۶ کابل، افغانستان) یک بازیکن فوتبال اهل افغانستان است که در پست مدافع برای تیم ملی فوتبال افغانستان و تیم داکا ابهانی بنگلادش بازی می‌کند.

## دوران باشگاهی

### باشگاه آیزول
در ۲۶ اوت ۲۰۱۷، سیغانی برای بازی در آی-لیگ و باشگاه آیزول قرارداد امضا کرد این اولین تجربه فوتبال او در خارج از آلمان بود که از سال ۲۰۰۴ در آنجا بازی می‌کرد. مسیح اولین بازی خود را برای آیزول در لیگ برترِ بودمیزارم در مقابل باشگاه فوتبال میزورام پلیس و اولین بازی آی-لیگ وی برابر بنگال شرقی با تساوی ۲–۲ انجام شد. در بازی زیر در مقابل چرچیل برادرز، وی پس از ضرب و شتم آیزول چرچیل برادرز بهترین بازیکن زمین شد بخاطر نمایش قاطعانه در ویژگیهای دفاعی و بازیگری مورد قضاوت قرار گرفت.
مسیح برای اولین بار در آیزول در مقابل ذوب آهن در مسابقات مقدماتی لیگ قهرمانان آسیا اولین قاره را انجام داد. قهرمانان آی-لیگ ۳–۱ شکست خوردند اما منتقدان از مسیح و عملکرد باشگاهش قدردانی کردند. او در تساوی ۲–۲ حساب خود را در رده‌های برتر فوتبال هند و پایلان آروز هند باز کرد.
سیغانی اولین فصل حضور خود در فوتبال هند را با کسب مقام دوم در لیگ برتر میزورام و مقام پنجم در آی-لیگ و یک چهارم نهایی حضور در سوپرجام به پایان رساند. او در فصل اول مورد توجه قرار گرفت.

## زندگی شخصی
مسیح سیغانی اصالتاً از ولسوالی سیغان ولایت بامیان است.

## گل‌های ملی
| شماره | تاریخ          | محل برگزاری                                   | حریف    | گل  | نتیجه | بازی                             |
| ----- | -------------- | --------------------------------------------- | ------- | --- | ----- | -------------------------------- |
| 1     | ۲۴ دسامبر ۲۰۱۵ | ورزشگاه بین‌المللی تریواندروم، کاریاواتوم، هند | بنگلادش | ۱–۰ | ۴–۰   | مسابقات فوتبال قهرمانی آسیا ۲۰۱۵ |
| 2     | ۲۶ دسامبر ۲۰۱۵ | ورزشگاه بین‌المللی تریواندروم، کاریاواتوم، هند | بوتان   | ۲–۰ | ۳–۰   | مسابقات فوتبال قهرمانی آسیا ۲۰۱۵ |

## آمار باشگاهی
| رقابت‌ها                     |  | بازی | گل. |
| --------------------------- |  | ---- | --- |
| فصل ۲۰۱۷/۱۸                 |  |      |     |
| آی-لیگ                      |  | ۱۴   | ۱   |
| لیگ برتر میزورام            |  | ۹    | ۴   |
| لیگ قهرمانان آسیا (مقدماتی) |  | ۱    | ۰   |
| ای اف سی کاپ ۲۰۱۸           |  | ۶    | ۰   |
| سوپر جام                    |  | ۲    | ۰   |